# آتشفشان در ماه

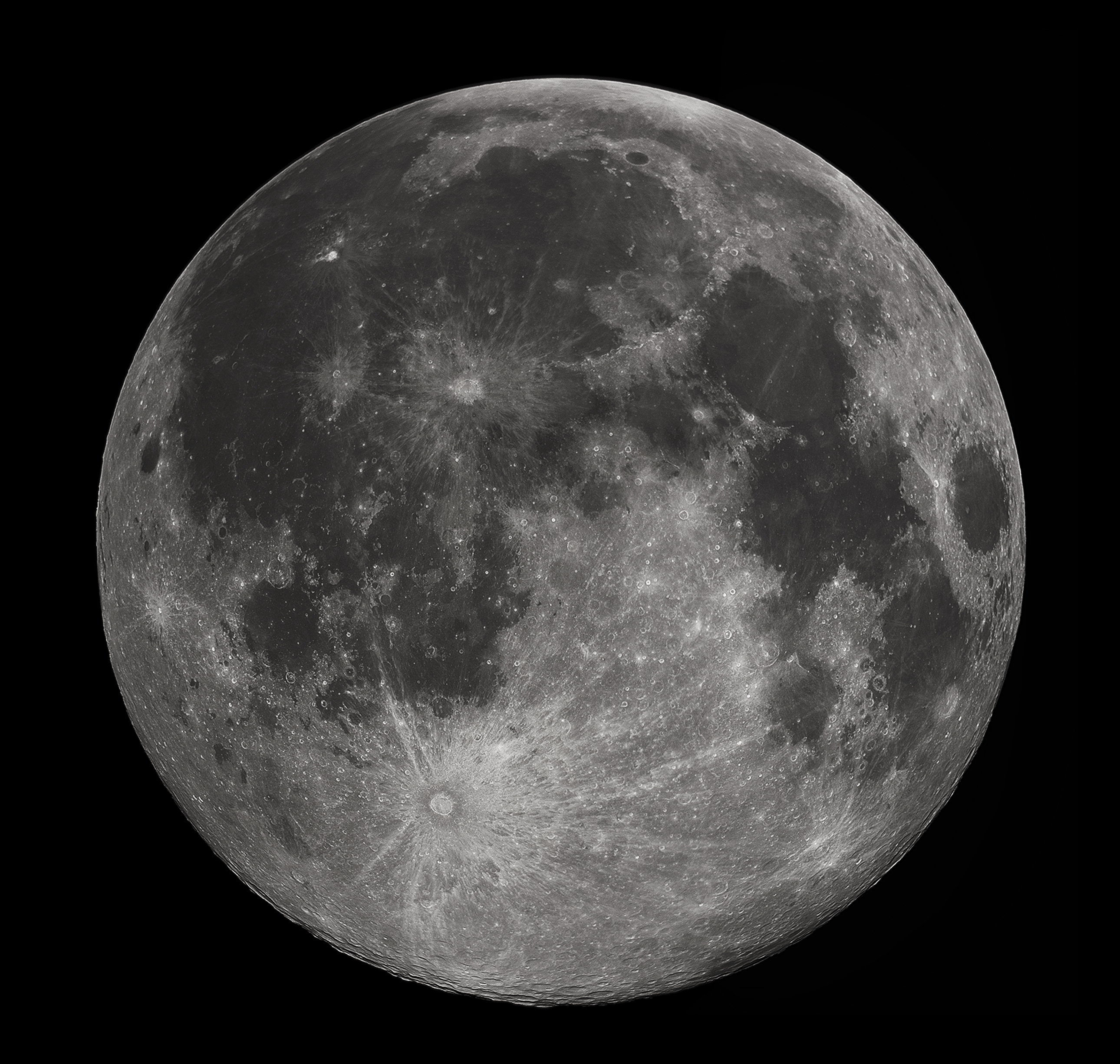
میدان‌های گستردهٔ تاریک و تا حدودی بدون چشم‌گیری ویژه که از زمین با چشم نامسلح به‌روشنی دیده می‌شوند، حوضچه‌هایی از گدازه‌های باستانی منجمدشده‌ای هستند که دریاوارهای ماه را تشکیل می‌دهند.

آتشفشان در ماه (انگلیسی: Volcanism on the Moon) با حضور آتشفشان‌ها، رسوبات رسوبات آذرآواری و دشت‌های گدازه وسیع در سطح ماه نشان داده می‌شود. آتشفشان‌ها معمولاً به شکل گنبدها و مخروط‌های کوچک هستند که مجتمع‌های آتشفشانی بزرگ و بناهای جدا شده را تشکیل می‌دهند. کاسه‌های آتشفشانی، ویژگی‌های فروپاشی در مقیاس بزرگ که معمولاً در اواخر یک دوره فوران آتشفشانی شکل می‌گیرند، در ماه بسیار نادر هستند. رسوبات آذرآواری در ماه نتیجهٔ فوران‌های فواره گدازه‌ای از ماگماهای بازالتی مملو از مواد فرار است که به سرعت از منابع عمیق گوشته بالا می‌روند و به صورت اسپری ماگما فوران می‌کنند و دانه‌های شیشه‌ای ریز را تشکیل می‌دهند. با این حال، تصور می‌شود که ذخایر آذرآواری که توسط فوران‌های انفجاری غیر بازالتی کمتر رایج تشکیل شده‌اند، در ماه نیز وجود داشته باشند. دشت‌های گدازه ماه بخش‌های بزرگی از سطح ماه را پوشانده و عمدتاً از جریان‌های بازالتی حجیم تشکیل شده است. آنها حاوی تعدادی ویژگی‌های آتشفشانی مربوط به خنک شدن گدازه هستند، از جمله دالان‌های گدازه، برآمدگی‌ها و برآمدگی‌های پر چین و چروک.
ماه در طول بیشتر تاریخ خود از نظر آتشفشانی فعال بوده است و اولین فوران‌های آتشفشانی حدود ۴٫۲ میلیارد سال پیش رخ داده است. شدیدترین آتشفشان بین ۳٫۸ تا ۳ میلیارد سال پیش بوده که در این مدت بسیاری از دشت‌های گدازه در ماه ایجاد شدند. در ابتدا تصور می‌شد که این فعالیت حدود ۱ میلیارد سال پیش از بین رفته است، اما شواهد جدیدتر نشان می‌دهد که آتشفشان در مقیاس کوچکتر می‌تواند در ۵۰ میلیون سال گذشته رخ داده باشد. امروزه، ماه هیچ آتشفشان فعالی ندارد، حتی اگر مقدار قابل توجهی ماگما در زیر سطح ماه باقی مانده باشد.